# Étienne Marcel (Saint-Saëns)
Étienne Marcel és una òpera en quatre actes i 6 quadres amb música de Camille Saint-Saëns i llibret en francès de Louis Gallet. Composta en els anys 1877-1878, es va estrenar el 8 de febrer de 1879 en el Grand-Théâtre de Lió. L'òpera s'ambienta l'any 1358 a París.

## Discografia
Hi ha un enregistrament realitzat en viu i dirigida per Herbert Soudant, amb el cor de l'Òpera de Montpelier, cor de l'òpera d'Estrasburg i l'Orquestra Filharmònica de Montpelier Llenguadoc-Roussillon. Són els seus intèrprets Michèle Lagrange (Béatrix), Alain Fondary (Étienne Marcel), Franck Ferrari (Eustache), Philippe Fourcade (Jean Maillard), Alexandra Papadjakou (Li Dauphin Charles i Marguerite) i Daniel Gálvez-Vallejo (Robert de Loris). House of Opera CD 598 (2 CD), 1994.